# The Adventures of Lomax
The Adventures of Lomax (известный в Европе как Lomax) — видеоигра, спин-офф серии Lemmings. Игрок берёт на себя роль Ломакса — лемминга, который должен спасти своих друзей и животных от злого врача. Игра была выпущена для PlayStation и Microsoft Windows в 1996 году. Кэт Суси предоставила голос Ломакса.

## Сюжет
Ломакс — лемминг-рыцарь, чьи друзья превратились в монстров из-за «Злого Эда». Его цель — спасти их и положить конец Злому Эду, используя свой магический шлем.

## Игровой процесс
Эта игра наследует геймплей и стиль, который можно увидеть в предыдущем проекте Эрвина Клойбхофера и Хенка Ниборга' — Flink. Как Ломакс, игрок должен перемещаться по четырем основным мирам с тремя уровнями в каждом мире, в виде сайд-скроллер платформера. Враги промывают мозги леммингам, которые превратились в монстров, принимающих форму зомби, ковбоев и инопланетян. Как и некоторые другие платформеры, натыкаясь на игрока, они убивают его. Основная атака игрока вращает Ломакса вокруг и может использоваться как для того, чтобы убивать врагов, прыгая на них, так и побеждать их в бою. Будучи побежденными, враги возвращаются в форму обычных леммингов и затем спрыгивают с ближайшего уступа. Существуют монеты, разбросанные по всем уровням, которые предоставляют дополнительные жизни, когда их недостаточно. Также можно найти магические шлемы, которые можно использовать в качестве оружия и предоставить Ломаксу иммунитет к одной атаке, после чего он теряет шлем.
В дополнение к стандартному платформеру, Ломакс также может использовать несколько способностей, представленных в оригинальных Lemmings, такие как создание мостов и взрыв препятствий, а также другие, не найденные в оригинале.

## Отзывы
| Иноязычные издания | Иноязычные издания |
| Издание            | Оценка             |
| ------------------ | ------------------ |
| EGM                | 7,5/10 (PS)        |
| GameSpot           | 7,7/10 (PS)        |
| Next Generation    | (PS)               |

Рецензент из Next Generation дал игре в общем негативный обзор, отметив, что, хотя в «The Adventures of Lomax не все так плохо для сайд-скроллера», сюжетная линия была неинтересной, а жанр 2D-платформы был представлен плохо. Однако рецензенты из GameSpot и Electronic Gaming Monthly считали, что новый 2D-платформер был свежим воздухом, поскольку в жанре не было никаких нововведений в течение некоторого времени. Они также отметили, что красочная графика, плавная анимация и веселый игровой процесс делают ее отличной даже среди других 2D-платформеров. Криспин Бойер из EGM сказал: «Это доказывает, что игры на PlayStation не обязательно должны быть трехмерными, чтобы быть хорошими», и Хью Стербаков из GameSpot пришел к выводу, что «хотя The Adventures of Lomax не является современным, это действительно веселая игра».